# Mechel'ta
Mechel'ta (in russo Мехельта?; in lingua avara: МелъелтӀа) è un villaggio della Russia situato nel Daghestan. Appartiene al rajon Gumbetovskij di cui è il centro amministrativo.
Il villaggio si trova ai piedi dei monti Andijskij, nella valle del fiume Tljarota, 85 km a sud-ovest della città di Machačkala.